# Brivezac
Brivezac est une ancienne commune française située dans le département de la Corrèze, en région Nouvelle-Aquitaine.
Le 1er janvier 2019, elle fusionne avec Beaulieu-sur-Dordogne dont elle devient une commune déléguée.

## Géographie
Au sud du département de la Corrèze, la commune de Brivezac s'étend sur 8,24 km2. Elle est arrosée par la Dordogne et se situe en majeure partie sur sa rive droite.
L'altitude minimale, 139 mètres, se trouve à l'extrême sud, près du lieu-dit Rieux, là où la Dordogne quitte la commune pour servir de limite entre celles d'Altillac et de Beaulieu-sur-Dordogne. L'altitude maximale avec 432 mètres est localisée au nord-ouest, dans le secteur du Puy la Rode.
En rive droite de la Dordogne, le bourg de Brivezac, traversé par la route départementale 12, se situe, en distances orthodromiques, onze kilomètres au sud-ouest d'Argentat et dix-neuf kilomètres au nord de Saint-Céré.
Le territoire communal est traversé en rive gauche de la Dordogne par la route départementale 116.

### Communes limitrophes
Brivezac est limitrophe de cinq autres communes.
|                       | Chenailler-Mascheix |                  |
| Nonards               | Brivezac            | Bassignac-le-Bas |
| Beaulieu-sur-Dordogne |                     | Altillac         |

## Histoire
Le village a reçu les reliques de sainte Fauste au cours des invasions normandes. Elles y furent amenées du nord pour y être protégées des pillards. Le lieu où les ambassadeurs des reliques et les prêtres se seraient rencontrés est à deux kilomètres en amont, sur la route du Champeau. Une source aurait jailli lors de cette rencontre et fut nommée la source sainte Fauste.
Le 1er janvier 2019, la commune fusionne avec Beaulieu-sur-Dordogne dont elle devient une commune déléguée.

## Politique et administration
| Période                                  | Période  | Identité      | Étiquette | Qualité                    |
| ---------------------------------------- | -------- | ------------- | --------- | -------------------------- |
| janvier 2019                             | En cours | Georges Seguy | DVD       | Retraité fonction publique |
| Les données manquantes sont à compléter. |          |               |           |                            |

| Période                                  | Période       | Identité       | Étiquette | Qualité                    |
| ---------------------------------------- | ------------- | -------------- | --------- | -------------------------- |
| Les données manquantes sont à compléter. |               |                |           |                            |
|                                          |               |                |           |                            |
| mars 2001                                | mars 2014     | Jean Mespoulet |           |                            |
| mars 2014                                | décembre 2018 | Georges Seguy  | DVD       | Retraité fonction publique |

## Démographie
Les habitants de Brivezac sont appelés les Brivezacois et les Brivezacoises.
L'évolution du nombre d'habitants est connue à travers les recensements de la population effectués dans la commune depuis 1793. Pour les communes de moins de 10 000 habitants, une enquête de recensement portant sur toute la population est réalisée tous les cinq ans, les populations de référence des années intermédiaires étant quant à elles estimées par interpolation ou extrapolation. Pour la commune, le premier recensement exhaustif entrant dans le cadre du nouveau dispositif a été réalisé en 2007.

En 2016, la commune comptait 162 habitants, en évolution de −10,99 % par rapport à 2010 (Corrèze : −0,59 %, France hors Mayotte : +2,11 %).
| 1793 | 1800 | 1806 | 1821 | 1831 | 1836 | 1841 | 1846 | 1851 |
| ---- | ---- | ---- | ---- | ---- | ---- | ---- | ---- | ---- |
| 661  | 710  | 757  | 838  | 848  | 951  | 913  | 916  | 930  |

| 1856 | 1861 | 1866 | 1872 | 1876 | 1881 | 1886 | 1891 | 1896 |
| ---- | ---- | ---- | ---- | ---- | ---- | ---- | ---- | ---- |
| 941  | 868  | 790  | 753  | 769  | 739  | 681  | 643  | 615  |

| 1901 | 1906 | 1911 | 1921 | 1926 | 1931 | 1936 | 1946 | 1954 |
| ---- | ---- | ---- | ---- | ---- | ---- | ---- | ---- | ---- |
| 579  | 597  | 576  | 510  | 501  | 493  | 477  | 417  | 386  |

| 1962 | 1968 | 1975 | 1982 | 1990 | 1999 | 2006 | 2007 | 2012 |
| ---- | ---- | ---- | ---- | ---- | ---- | ---- | ---- | ---- |
| 360  | 303  | 275  | 224  | 208  | 199  | 189  | 187  | 175  |

| 2016 | - | - | - | - | - | - | - | - |
| ---- | - | - | - | - | - | - | - | - |
| 162  | - | - | - | - | - | - | - | - |

## Culture locale et patrimoine

### Lieux et monuments
L'église Saint-Pierre, inscrite au titre des monuments historiques en 1988, est celle d'un archiprêtré du XIe siècle, supplanté au siècle suivant par Beaulieu-sur-Dordogne, distante de huit kilomètres. Le portail roman de l'église est l'un des plus anciens en Limousin. C'est le témoignage d'une période au cours de laquelle le village était important et influent.
L'intérieur du village est un curieux patchwork de maisons anciennes faites avec des pierres de taille issues des ruines des bâtiments importants et de galets de la Dordogne (qui baigne le village), et de maisons plus modernes, de hangars agricoles et de commerces fermés.
Des deux côtés, le pont sur la Dordogne offre un large point de vue entre falaises et champs qui bordent le cours d'eau.

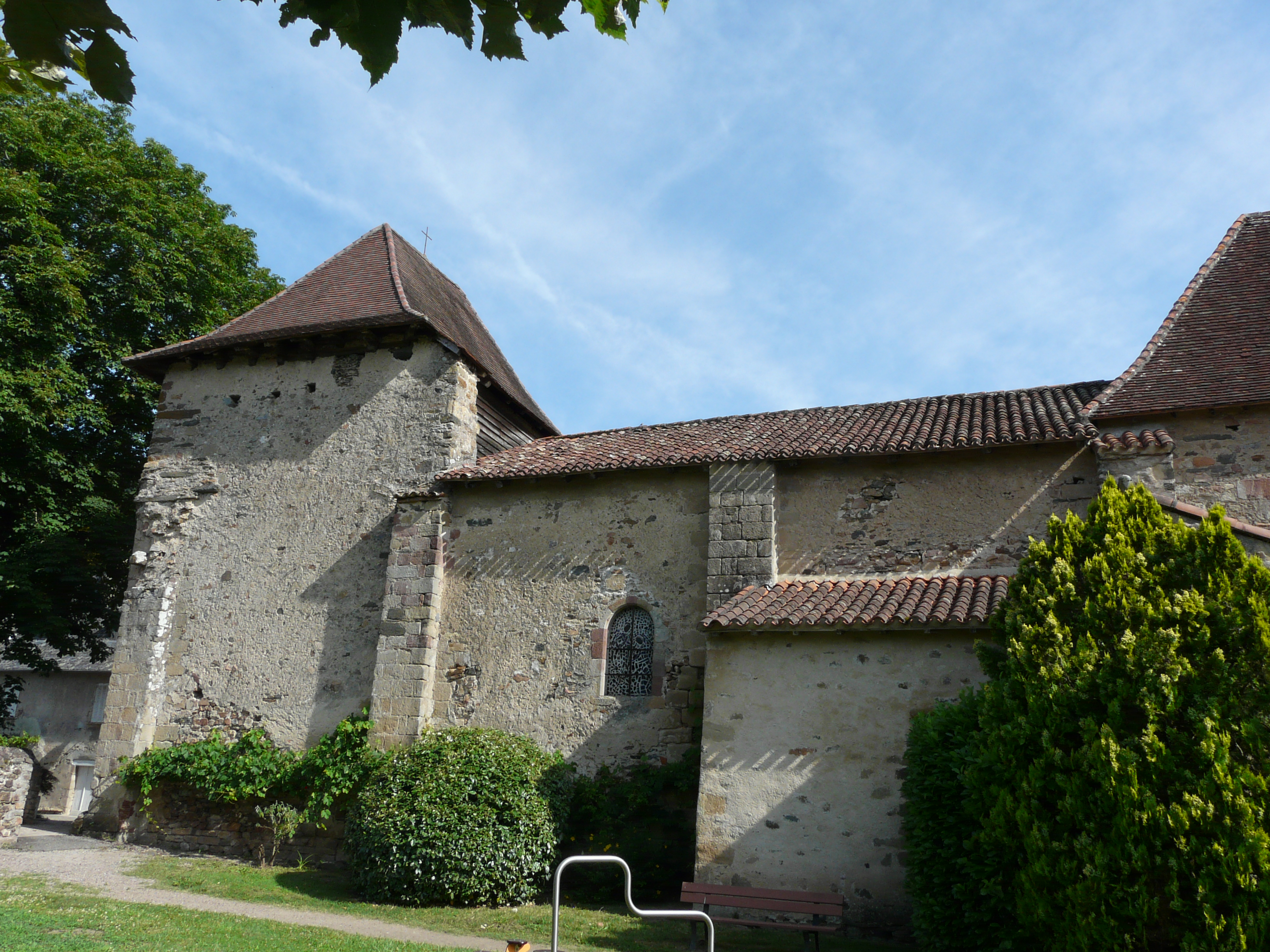
L'église Saint-Pierre.
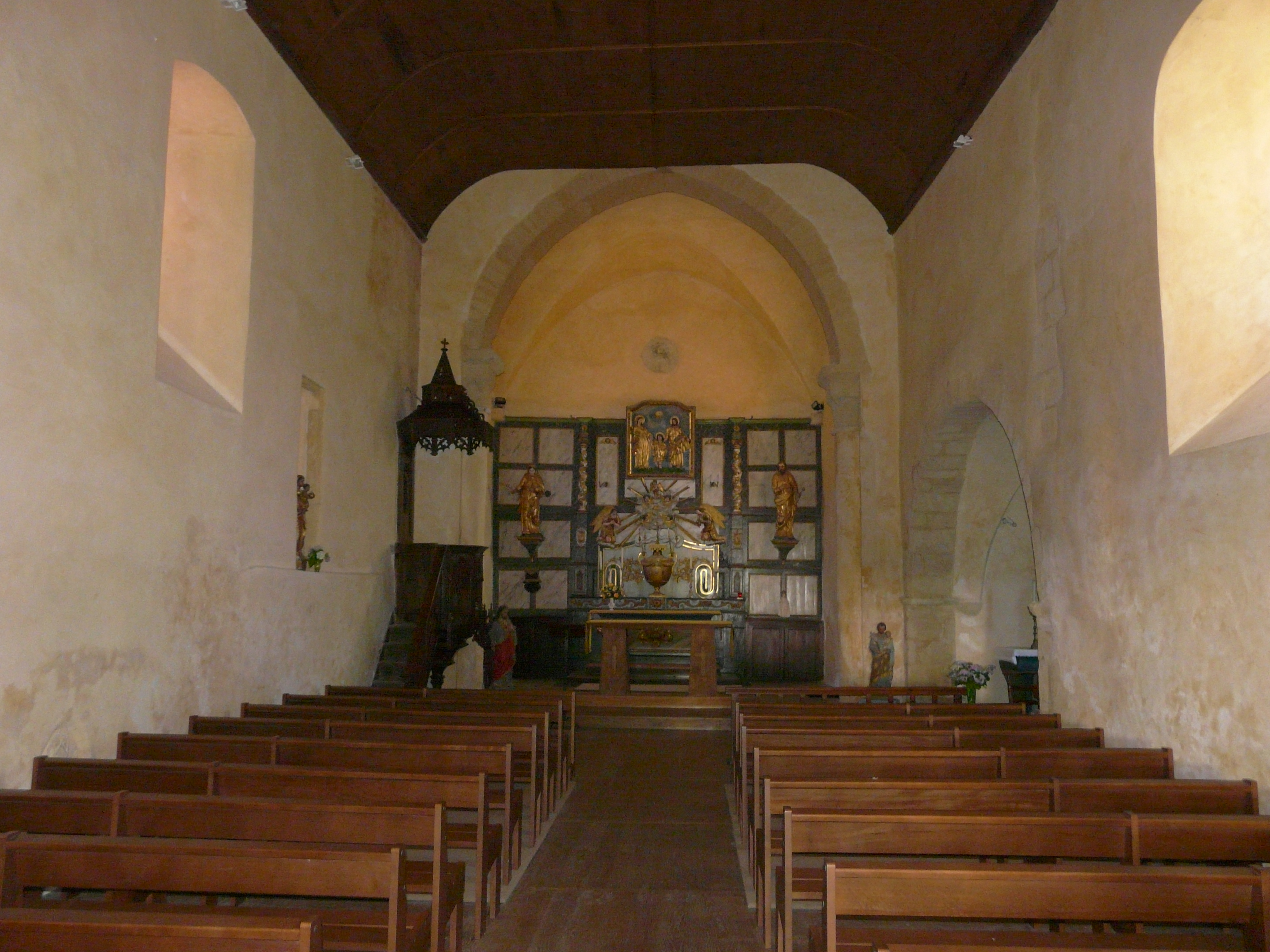
Sa nef.
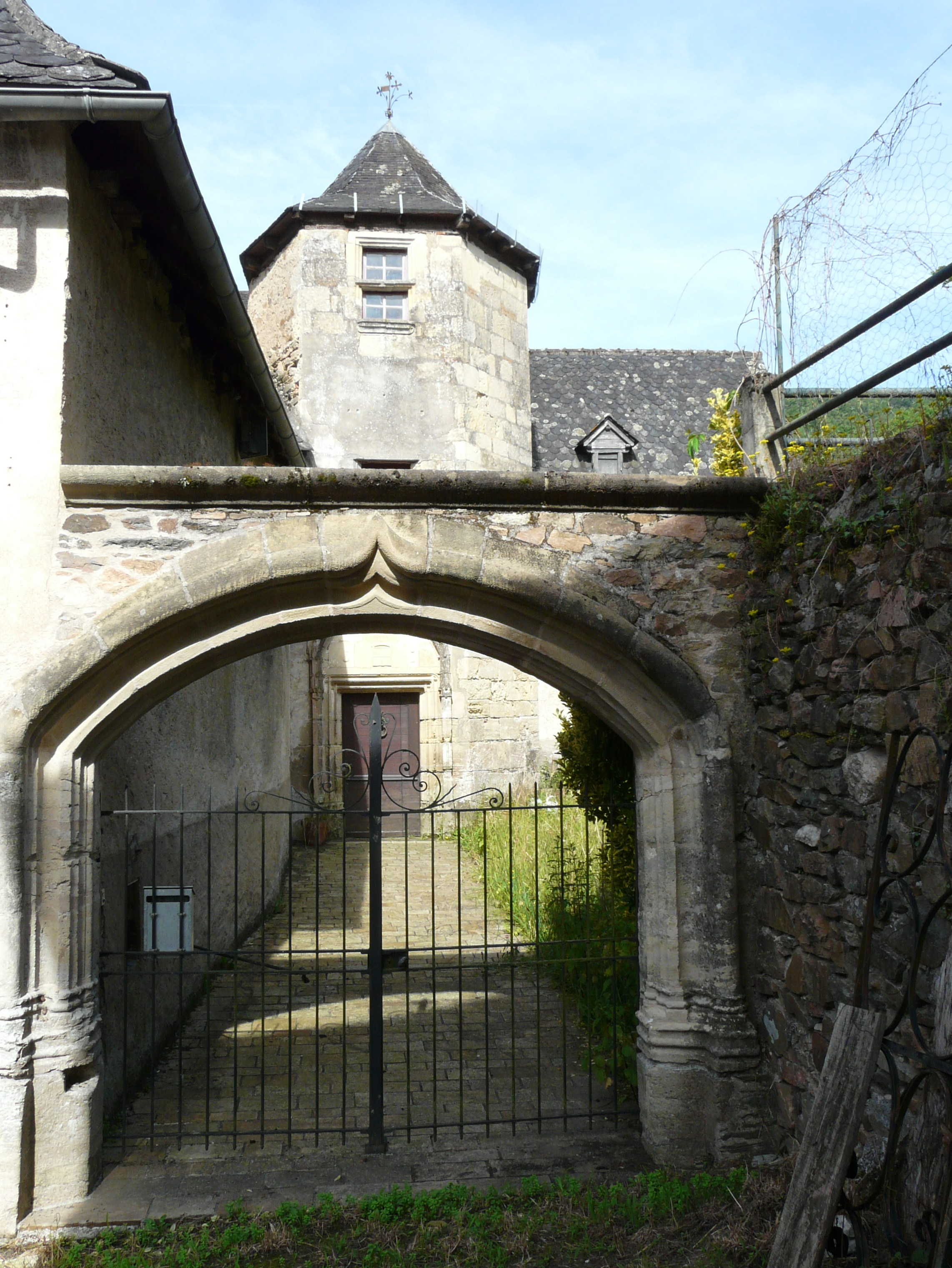
Portail et tour d'un manoir.
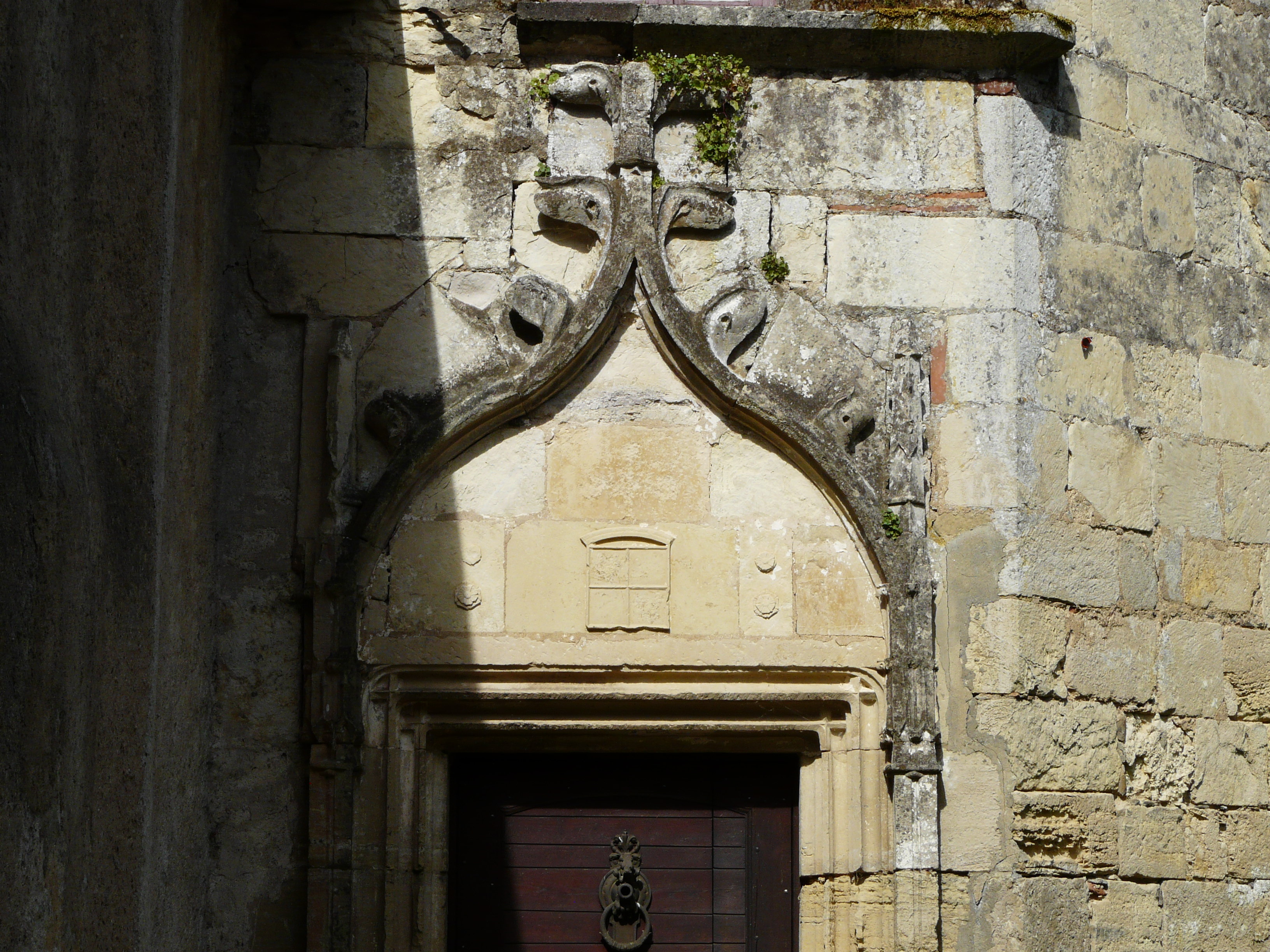
Le tympan de la porte du même manoir.

### Personnalités liées à la commune
Louis-Olivier Vitté, écrivain et homme de radio.

### Héraldique
| Blason de Brivezac | Blason  | D'argent à six merlettes de sable posées 3 et 3, au franc-canton de gueules.                                                   |
| Blason de Brivezac | Détails | Blason de la famille de Sainte-Marie qui a habité sur la commune de Brivezac. Le statut officiel du blason reste à déterminer. |